# Adílio Daronch
Adílio Daronch, né le 25 octobre 1908, mort tué le 21 mai 1924, est un jeune catholique brésilien, martyr et bienheureux.
Fervent catholique, il devient servant d'autel. Particulièrement dévoué après sa première communion, il accompagne souvent le prêtre Manuel Gómez González dans ses longues missions d'évangélisation. Ils sont tous les deux tués en 1924 par les révolutionnaires lors d'une de ces missions.
La procédure pour la béatification des deux hommes est ouverte au Brésil en 1996 et se conclut le 21 octobre 2007 par la cérémonie de leur béatification au Brésil. Le bienheureux Adílio Daronch est nommé co-parrain des JMJ 2013 ; en 2012, il est déclaré patron du diocèse de Frederico Westphalen. Il est fêté le 21 mai.

## Biographie
Adílio Daronch naît le 25 octobre 1908 à Dona Francisca, au Rio Grande do Sul, au Brésil. Il est le troisième des huit enfants de Pietro Daronch (mort en 1923) et de Giuditta Segabinazzi (1884-1932). Son père est immigré, originaire d'Agordo dans la province italienne de Belluno qui s'est installé au Brésil en 1890, et y devient apprenti cordonnier et sellier. Sa mère est aussi immigrée. Ils se sont mariés le 15 janvier 1905 lors d'un mariage célébré par un prêtre pallottin, Guido Spiesbenger.
En 1911, la famille s'installe à Passo Fundo, puis en 1913 à Nonoai. Ses frères et sœurs sont Herminie, Abílio, Zolmira, Carmelinda, Annita, João, Vilma. Sa sœur Zolmira raconte qu'Adílio Daronch est passionné de football et est un enfant très apprécié. Leur père est tué en 1923.
Adílio Daronch effectue sa scolarité dans une école dirigée par le prêtre Manuel Gómez González, qu'il accompagne régulièrement lors de ses visites pastorales chez les Indiens Kaingang dans le cadre de son œuvre dans les missions. Il est souvent enfant de chœur. Après avoir effectué sa première communion, en 1917 ou 1918, il devient pleinement servant d'autel et sert la messe du père González,.
L'évêque de Santa Maria demande en 1924 au père González de se rendre dans les colonies teutoniques de la forêt du sud. Le P. González décide d'emmener Adílio Daronch avec lui ; les deux hommes partent pour cette mission le 2 mars 1924 à l'approche de la fête de Pâques. Ils s'arrêtent en cours de route à Palmeria, pendans deux semaines, pour administrer les sacrements. Le P. González y exhorte les révolutionnaires locaux à pratiquer le respect mutuel et le pardon. Mais les révolutionnaires du mouvement Tenentismo le prennent très mal et deviennent furieux lorsque le père González célèbre un enterrement chrétien pour leurs victimes, ils complotent alors pour les tuer.
Le 20 mai 1924, les deux hommes s'arrêtent à Braga, où demeurent des soldats, pour demander leur chemin. Adílio Daronch y assiste à la dernière messe de Gómez González, dans une chapelle en ruine. Les habitants avertissent les deux hommes de ne pas entrer dans la forêt où ils courent un risque,. Mais ils continuent et sont pris en embuscade dans la matinée du 21 mai, il leur est ordonné de quitter leurs mules. Ils sont emmenés dans une zone reculée de la forêt, où ils sont attachés chacun à un arbre, et abattus. Leurs restes sont découverts le 25 mai et enterrés. Ils sont exhumés et transférés dans l'église paroissiale de Nonoai en 1964. La population locale érige un monument sur le lieu de leur décès,.

## Béatification
La cause en béatification d'Adílio Daronch est officiellement ouverte le 29 mars 1996 sous le pontificat du pape Jean-Paul II après que la Congrégation pour la cause des saints ait émis le nihil obstat (« rien ne s'y oppose »), ce qui donne à Adílio Daronch le titre de serviteur de Dieu ; sa cause est jointe à celle du père Gómez González. Le procès diocésain se déroule en 1996 et 1997. La Congrégation pour la cause des saints valide l'enquête diocésaine le 4 décembre 1998. La postulation établit la Positio et l'envoie à la Congrégation pour examen en 2001. La commission des historiens se réunit et approuve le dossier le 13 février 2001 ; la commission des théologiens l'approuve à son tour, cinq ans après, le 26 septembre 2006 ; les cardinaux et les évêques membres de la Congrégation pour la cause des saints l'approuvent le 21 novembre suivant. La béatification de Adílio Daronch et González reçoit l'approbation du pape Benoît XVI un mois plus tard, le 16 décembre, quand le pape confirme qu'ils ont été tués in odium fidei (en haine de la foi).
La béatification d'Adílio Daronch et de Gómez González est célébrée dans l'État du Rio Grande do Sul le 21 octobre 2007. Les deux bienheureux sont fêtés le 21 mai.

### Patronage
À la mi-2012, Adílio Daronch est annoncé comme co-parrain des Journées mondiales de la jeunesse 2013 à Rio de Janeiro.
Le diocèse de Frederico Westphalen annonce le 21 septembre 2012 que Adílio Daronch et Gomez González sont les nouveaux patrons du diocèse après que la Congrégation pour le culte divin et la discipline des sacrements l'a autorisé, par un décret du 14 septembre.